# Scott Sanders (réalisateur)
Pour les articles homonymes, voir Scott Sanders.
Scott Sanders est un scénariste et réalisateur américain. Il est surtout connu pour avoir travaillé sur les films Black Dynamite et Comme un voleur.
Sanders est également DJ, travaillant sous le pseudonyme de Suckapunch.

## Jeunesse
Scott Sanders naît à Elizabeth City et grandit à Washington, DC. Sa mère, Estelle Sanders, est mairesse de Roper (Caroline du Nord), où son grand-père, E. V. Wilkins, a été le premier maire noir,. Son père, John Thomas Sanders, était un employé de International Business Machines et propriétaire de Scott's BBQ, un restaurant relativement populaire ayant accueilli des personnes telles Thurgood Marshall et Walter Mondale[réf. souhaitée].
Scott Sanders fréquente la Sidwell Friends School (en), où il obtient son diplôme en 1986. Il étudie par la suite à l'Université de Caroline du Nord à Chapel Hill et obtient son diplôme en 1991.

## Carrière
Sanders déménage à Los Angeles. Il y travaille d'abord comme assistant de Pat Dollard (en) à l'United Talent Agency. Par la suite, il travaille comme scénariste sur des émissions de télévision telles A Different World, Roc et Les Frères Wayans.
Sanders réalise son premier film, Comme un voleur, en 1998. Le film met en vedette Alec Baldwin, Michael Jai White, Rebecca De Mornay et Janeane Garofalo.
Par la suite, Black Dynamite est lancé au Festival du film de Sundance 2009. Il est distribué par Sony Pictures Entertainment,. Il remporte le prix du film le plus populaire (Most Popular Film) du Festival international du film de Seattle.

## Filmographie
- 1999 : Comme un voleur (Thick as Thieves)
- 2009 : Black Dynamite
- 2016 : Aztec Warrior (cy)